# Mon jubilé
Mon jubilé (en russe : Moï Ioubileï) est une nouvelle d’Anton Tchekhov, parue en 1880. 

## Historique
Mon jubilé est publiée dans la revue russe La Libellule, no 27, du 6 juillet 1880, sous le pseudonyme Un poète prosateur. 
C’est une des nouvelles les plus courtes de l’auteur avec trente-sept lignes.

## Résumé
Un jeune auteur écrit aux adolescents du pays pour leur faire part de sa déception d’écrivain. Il a écrit deux mille textes depuis trois ans, les a expédiés à ses frais (l’équivalent du prix d’un cheval) à toutes sortes de journaux, mais n’a reçu aucune réponse positive.
Il arrête ce jour sa carrière d’écrivain. Y a-t-il une personne qui ait reçu autant de réponses négatives ?

## Édition française
- Jubilé, traduit par Madeleine Durand avec la collaboration d’E. Lotar, Vladimir Pozner et André Radiguet, dans le volume Premières nouvelles, Paris, 10/18, coll. « Domaine étranger » no 3719, 2004  (ISBN 2-264-03973-6)